# Tjeckiens administrativa indelning

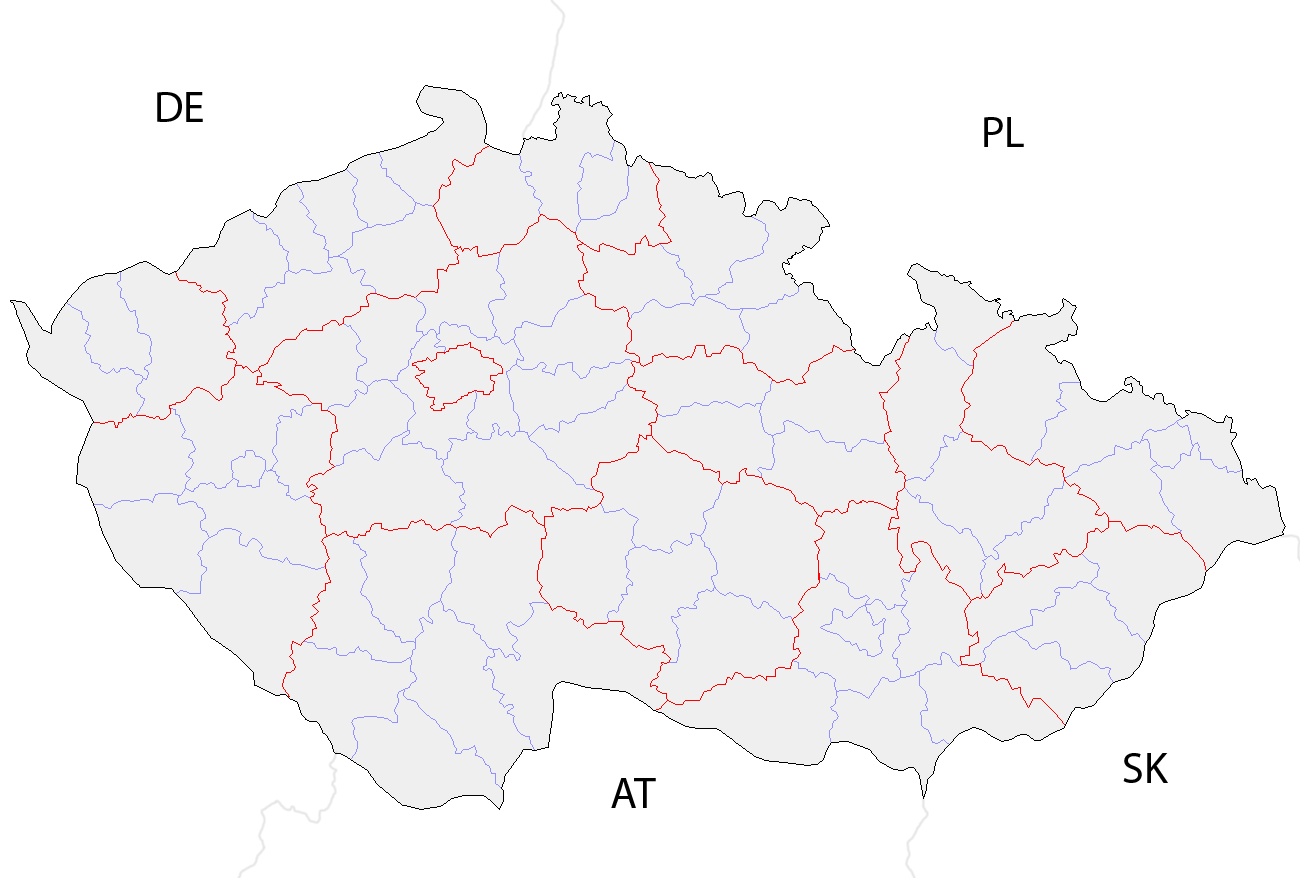
Tjeckiens regioner och distrikt.

Tjeckiens administrativa indelning består av 13 regioner (kraje), 76 distrikt (okres) och 1 januari 2022 6 254 kommuner (obec).
Prag igår inte i någon region, utan har särskild status som huvudstad (hlavní město).